# Sven Høiby
Sven Olav Bjarte Høiby (14 de novembro de 1936 — 21 de março de 2007) foi um jornalista norueguês. Após o casamento de sua filha, Mette-Marit, com o príncipe-herdeiro Haquino da Noruega, em 2001, Sven Høiby tornou-se uma pequena figura da imprensa marrom.

## Biografia
Ele e a mãe de Mette-Marit, Marit Tjessem, divorciaram-se em 1984. A princesa cresceu com sua mãe e visitava seu pai nos fins de semana.
Após o matrimônio real, Høiby começou a dar informações de sua filha para tablóides. Segundo um ex-jornalista da revista Se og Hør, ele recebia mais de 400 mil coroas norueguesas anuais para aparecer em histórias.
Quando ele anunciou que escreveria um livro sobre seu neto Marius, filho de Mette-Marit e de um ex-companheiro, o relacionamento entre pai e filha piorou. Em 2005, Sven Høiby desposou Renate Barsgård (nascida em 1971), uma ex-dançarina de stripper, que ele conheceu em um pub local. Renate exigiu o divórcio após três meses de casamento, mas Sven se recusou a assinar os papéis.
Alegadamente, Sven e Mette-Marit reconciliaram-se pouco antes de sua morte, e ele estava entre os convidados que compareceram ao batismo da princesa Ingrid Alexandra, sua neta, em 2004.
Faleceu meses depois de ser diagnosticado com câncer de pulmão, aos setenta anos de idade.